# Les Muscutt
Leslie „Les“ Muscutt (* 30. Juni 1941 in Barrow-in-Furness, England; † 9. August 2013) war ein US-amerikanischer Jazz-Musiker (Banjo, Gitarre).

## Leben und Wirken
Les Muscutt zog nach London, wo er in der Musikszene der Lisle Street in Soho u. a. im Dobell's Record Shop mit Nat Gonella, ferner bei Acker Bilk, Cy Laurie, Terry Pitt, den Clyde Valley Stompers, Clinton Ford, Charlie Gall's Jazz Band und Bruce Turner spielte. 1966 verließ er seine Heimat und zog nach einem kurzen Aufenthalt in New York City 1968 nach New Orleans, wo er seitdem lebte. Er spielte in der dortigen Jazzszene u. a. mit der Preservation Hall Jazz Band und hatte ein längeres Engagement im Palm Court Jazz Café. Erste Aufnahmen entstanden 1963 mit Pud Brown und Tom Ebbert (Jimmy Ille New Orleans Ragtime Band). Eine Bypass-Operation beendete 2001 vorübergehend seine Karriere. Im Bereich des Jazz war er zwischen 1963 und 1998 an 48 Aufnahmesessions beteiligt, u. a. mit Raymond Burke, Ernie Carson, Doc Cheatham, Kid Sheik Cola,  Louis Cottrell, Lionel Ferbos, Jacques Gauthé, Willie Humphrey, Jeanette Kimball, Sammy Rimington und Michael White.